# Sirtuiny
Sirtuiny (białka Sir) – grupa białek enzymatycznych mających zdolność wyciszania określonych genów tzw. genów starzenia, których aktywność wiązana jest z rozwojem miażdżycy, chorobą Alzheimera, chorobą Parkinsona, a jednocześnie aktywują tzw. geny długowieczności.
Pierwszą sirtuinę wyizolowano w 1984 r. z drożdży i nazwano sir2 (ang. silent mating-type information regulation 2). W 1991 roku badania nad sirtuinami rozpoczął Leonard P. Guarente z MIT.
U ssaków znanych jest siedem enzymów wpływających na ekspresję genów. Na podstawie mechanizmu reakcji można wyróżnić: mono-ADP-rybozylotransferazy, deacylazy, deacetylazy, desukcynylazy, demalonylazy, demyristoilazy i depalmitoilazy.
Badania in vitro dowiodły, że sirtuiny wpływają na proces starzenia, transkrypcji, apoptozy, stan zapalny oraz odporność na stres. W sytuacjach stresu związanego z ograniczeniem kalorii aktywność sirtuin jest wiązana ze zwiększeniem wydajności procesów pozyskiwania energii oraz ogólnym pobudzeniem.

## Występowanie i działanie
Sirtuiny należą do rodziny białek sygnałowych zaangażowanych w regulację metaboliczną. Położenie genów kodujących sirtuiny wydaje się w toku ewolucji we wszystkich królestwach mieć zachowaną sekwencję. Podczas gdy bakterie i archeony w swoim genomie kodują jedną lub dwie sirtuiny, eukariota kodują kilka sirtuin. U drożdży, nicieni lub muszki owocówki spotykany jest jeden typy sirtuin sir2. Ssaki posiadają siedem sirtuin, które rozlokowane są w różnych przedziałach komórkowych (kompartmentach): SIRT1, SIRT6 i SIRT7 znajdują się głównie w jądrze komórkowym, SIRT2 w cytoplazmie, a SIRT3, SIRT4 oraz SIRT5 w mitochondriach.
| Klasa | Podklasa | Gatunki  | Gatunki                        | Gatunki | Gatunki | Położenie w komórce | Enzym                                                              | Funkcja                      |
| Klasa | Podklasa | Bakterie | Grzyby                         | Myszy   | Ludzie  | Położenie w komórce | Enzym                                                              | Funkcja                      |
| ----- | -------- | -------- | ------------------------------ | ------- | ------- | ------------------- | ------------------------------------------------------------------ | ---------------------------- |
| I     | a        |          | Sir2 lub Sir2p, Hst1 lub Hst1p | Sirt1   | SIRT1   | jądro, cytoplazma   | deacetylaza                                                        | metabolizm, stan zapalny     |
| I     | b        |          | Hst2 lub Hst2p                 | Sirt2   | SIRT2   | jądro i cytoplazma  | deacetylaza                                                        | cykl komórkowy, nowotwór     |
| I     | b        |          |                                | Sirt3   | SIRT3   | mitochodria         | deacetylaza                                                        | metabolizm                   |
| I     | c        |          | Hst3 lub Hst3p, Hst4 lub Hst4p |         |         |                     |                                                                    |                              |
| II    |          |          |                                | Sirt4   | SIRT4   | mitochondria        | ADP-rybozylotransferaza                                            | wydzielanie insuliny         |
| III   |          |          |                                | Sirt5   | SIRT5   | mitochondria        | demalonylaza, desuccinylaza, deacetylaza                           | usuwanie mocznika            |
| IV    | a        |          |                                | Sirt6   | SIRT6   | jądro               | demalonylaza, ADP-rybozylotransferaza, depalmitoylazy, deacetylaza | naprawa DNA, metabolizm, TNF |
|       | b        |          |                                | Sirt7   | SIRT7   | jądro               | deacetylaza                                                        | transkrypcja rRNA            |
| U     |          | CobB     |                                |         |         |                     | Regulacja syntezy Acetylo-CoA                                      | metabolizm                   |
| M     |          | SirTM    |                                |         |         |                     | ADP-rybozylotransferaza                                            | usuwanie ROS                 |

Wstępne badania nad resweratrolem będącym aktywatorem deacetylaz np. SIRT1, doprowadziły niektórych naukowców do spekulacji, że resweratrol może wpłynąć na wydłużenie długości życia, jednak na razie nie ma dowodów klinicznych, potwierdzających to przypuszczenie.

## Aktywatory sirtuin
Badania wykazały, że ograniczenie kalorii do poziomu 30 do 50% dobowego zapotrzebowania przy jednoczesnym zachowaniu odpowiedniego zaopatrzenia w składniki odżywcze przyczynia się do wydłużenia życia.
Na korzystnym dla zdrowia działaniu sirtuin oparta jest roślinna dieta odchudzająca SIRT, SIRTfood bazująca na około 20 produktach uważanych za wyzwalacze sirtuin m.in. papryka chili Bird’s eye, kapary, jarmuż, lubczyk, pietruszka, rukola, seler naciowy, czerwona cykoria, czerwona cebula, kasza gryczana, soja, oliwa z oliwek tłoczona na zimno (extra virgin), orzechy włoskie, kurkuma, niesłodzone kakao, prawdziwa kawa, czekolada gorzka o zawartości kakao min. 85%, zielona herbata Matcha, daktyle Medjool, truskawki, borówki, czerwone winogrona (także czerwone wino). Podobnie jak w innych dietach odchudzających w trakcie jej trwania ważna jest aktywność fizyczna, medytacja oraz eliminacja produktów zawierających cukier dodany oraz innych produktów wysoko przetworzonych.

## Inhibitory
Aktywność sirtuiny jest hamowana przez nikotynamid.